# David Martin (Bischof)
David Martin (auch Martyn) († 9. März 1328) war ein walisischer Geistlicher. Ab 1293 war er Bischof von St Davids.

## Herkunft und Wahl zum Bischof
David Martin war der fünfte Sohn von Nicholas FitzMartin, dem anglonormannischen Lord von Cemais in Wales. Sein älterer Bruder William Martin erbte nach dem Tod ihres Vaters 1282 die Besitzungen der Familie in Wales und Südwestengland. Als jüngerer Sohn war David Martin Geistlicher geworden und hielt als Kanoniker an der Kathedrale von St Davids weitere Pfründen in Bratton Fleming und Ermington in Devon. Im Juni 1293 wurde er zum Bischof der walisischen Diözese St Davids gewählt. König Eduard I. bestätigte am 28. Juli 1293 die Wahl von Martin, doch der Kanoniker Thomas de Goldesburgh, der von einer Minderheit des Kathedralkapitels gewählt worden war, erhob beim Erzbischof in Canterbury gegen die Wahl Einspruch. Am 1. Oktober bestätigte der Prior von Canterbury als Vertreter von Erzbischof Winchelsey die Rechtmäßigkeit von Martins Wahl, da er mit einer deutlichen Mehrheit von vierzehn zu sechs Stimmen gewählt worden war. Am 11. Oktober wurden Martin die Temporalien der Diözese übergeben. Goldesburgh hatte nun jedoch bei der Kurie gegen die Wahl Einspruch eingelegt, so dass Martin nach Rom reisen musste, um dort seinen Anspruch durchzusetzen. Eduard I. empfahl in einem Brief im August 1295 Papst Bonifatius VIII., Martin zum Bischof zu ernennen, doch erst 1296 erfolgte die päpstliche Bestätigung der Wahl Martins. Am 30. September 1296 wurde Martin in Rom von Hugues Aycelin, dem Kardinalbischof von Ostia, zum Bischof geweiht. Anfang 1297 kehrte er nach England zurück, wo ihm am 24. Januar erneut die Temporalien übergeben wurden.

## Tätigkeit als Bischof
Über Martins Tätigkeit als Bischof ist nur wenig bekannt. Im März 1310 wurde er als Lord Ordainer gewählt, einer 21-köpfigen Kommission von Magnaten und Geistlichen, die ein Reformprogramm für die Regierung von König Eduard II. erarbeiten sollten. Nach der Hinrichtung des königlichen Günstlings Piers Gaveston durch oppositionelle Magnaten 1312 führte er im Auftrag der päpstlichen Gesandten, der Kardinäle Arnaud Nouvel und Arnaud d’Aux im Februar 1313 Verhandlungen mit den Magnaten. Ende Dezember 1317 nahm er an einer königlichen Ratsversammlung in Westminster teil, und am 9. August 1318 bezeugte er mit den Vertrag von Leake, durch den ein Ausgleich zwischen Eduard II. und seinem wichtigsten innenpolitischen Gegner, dem Earl of Lancaster erreicht werden sollte.